# Akson
Akson (fra græsk ἄξων áxōn, akse) axon eller nervefiber er et langt, slankt fremspring af en nervecelle eller neuron hos hvirveldyr, der typisk laver elektriske impulser kendt som virkningspotentialer væk fra nervecellens cellekrop. Axoners funktion er at flytte information til forskellige neuroner, muskler og kirtler. I visse sensoriske neuroner (pseudounipolære neuroner)
som dem til berøring og varme, kaldes aksonerne afferente nervefibre, og den elektriske impuls bevæger sig langs disse fra periferien til cellelegemet og fra cellekroppen til rygmarven langs en anden gren af samme akson. Akson dysfunktion har forårsaget mange arvelige og erhvervede neurologiske lidelser, som kan påvirke både de perifere og centrale neuroner. Nervefibre er klassificeret i tre typer - gruppe A-nervefibre, gruppe B-nervefibre og gruppe C-nervefibre. Grupperne A og B er myeliniserede, og gruppe C er ikke-myeliniserede. Disse grupper omfatter både sensoriske fibre og motorfibre. En anden klassificering grupperer kun de sensoriske fibre som type I, type II, type III og type IV.
Et akson er den ene af to typer cytoplasmatiske fremspring fra en neuronens cellekrop; den anden type er en dendrit. Aksoner adskiller sig fra dendritter med flere funktioner, herunder form (dendritter er ofte koniske, mens aksoner normalt opretholder en konstant radius), længde (dendritter er begrænset til en lille region omkring cellekroppen, mens aksoner kan være meget længere) og funktion (dendritter modtager signaler, mens aksoner sender dem). Nogle typer af neuroner har ingen akson og sender signaler fra deres dendritter. I nogle arter kan aksoner stamme fra dendritter, og de er kendt som aksonbærende dendritter. Intet neuron har nogensinde mere end en akson; dog hos hvirvelløse dyr som insekter eller igler består aksonen nogle gange af flere regioner, der fungerer mere eller mindre uafhængigt af hinanden.
Axoner er dækket af en membran: en aksolemma. Cytoplasma af en akson hedder aksoplasma. De fleste aksoner forgrener sig i nogle tilfælde meget voldsomt. Enden af et aksons forgrening kaldes telodendria. Den opsvulmede ende af en telodendron er kendt som Aksonterminal og forbinder dendron eller cellelegeme fra en anden neuron, så der dannes en synaptisk forbindelse. Aksoner skaber kontakt med andre celler - normalt andre neuroner, men andre gange muskel- eller kirtelceller - ved krydsninger: synapser. Under nogle omstændigheder kan aksonen fra en neuron danne en synapse med dendritterne af samme neuron; det resulterer i en autapse. Ved en synapse er membranen fra aksonen tæt på målcellens membran, og specielle molekylære strukturer tjener til at transmittere elektriske eller elektrokemiske signaler over gabet. Nogle synaptiske krydsninger vises langs længden af et akson, da den strækker sig. De kaldes en passant ("forbipasserende") synapser og kan være i hundreder eller endog tusinder langs et akson. Andre synapser vises som terminaler i enderne af aksonale grene.
Et enkelt akson med alle dets grene taget sammen kan innervere flere dele af hjernen og generere tusindvis af synaptiske terminaler. Et bundt axoner giver en nervetragt i centralnervesystemet og en fascikel i det perifere nervesystem . Hos placentale pattedyr er den største hvide substans-kanal i hjernen corpus callosum, der er dannet af omkring 20 millioner aksoner i den menneskelige hjerne.